# Uclés
Uclés es un municipio y localidad española del noroeste de la provincia de Cuenca, en la comunidad autónoma de Castilla-La Mancha. El término municipal tiene una población de 235 habitantes (INE 2024).

## Toponimia
No está clara la etimología de Uclés. Algunos historiadores mantienen que este pueblo fue fundado por los olcades, que establecieron en ella una de sus principales ciudades a la que denominaron Hokulacum (como aparece en algunas monedas) y después Urcela y Urcesa. El ucleseño Pelayo Quintero Atauri lo deriva de Ocilis y Antonio Marqués de Faria de Oculis, haciendo referencia a los ojos o nacimiento del afluente del río Bedija junto a Fuente Redonda. Los árabes la denominaron Uqlīsh (أقليش).

## Geografía
Ubicación
La localidad está situada a una altitud de 863 m sobre el nivel del mar.
| Noroeste: Tarancón    | Norte: Paredes y Huelves                                       | Noreste: Alcázar del Rey |
| Oeste: Tribaldos      |                                                                | Este: Rozalén del Monte  |
| Suroeste: Villarrubio | Sur: Almendros, Pozorrubio de Santiago, Villamayor de Santiago | Sureste: Saelices        |

## Historia
Poblada desde tiempos prerromanos, tuvo gran importancia en tiempo de los árabes formando parte de la cora de Santaver de la que fue una de sus ciudades más importantes. Llegó a tener castillo, mezquita y termas. Su verdadera importancia la adquirió durante la Reconquista al ser la sede de la Orden de Santiago.
En 893 al-Fath ben Musa ben Dhi-l-Nun, de los Banu Di-l-Nun, al comprobar que no podía mantenerse durante más tiempo en Toledo, convierte a Uqlīsh en su residencia y capital del reino colindante. Hacia el año 896, al-Fath construyó, de nueva planta una alcazaba mora. En torno a ese año debió fortificar la ciudad que era independiente del califato de Córdoba. La ciudad tenía mercado y baños árabes, así como una mezquita con 23 metros de ancho. Al fallecer Musa ben Zennun, en 908, su hijo al-Fath hereda el señorío de Uqlīsh y le suceden su hijo Yahya y su nieto Fath ben Yahya, que fue destituido y enviado a Madrid.
En 984 vuelve a la familia de los Banu Zennun con Abd al-Rahmán ben Dhi-l-Nun (984-1018). En 1024 muere envenenado en el castillo el califa cordobés Muhámmad III que había huido de Córdoba a causa de una sublevación de sus nobles. En 1025 Ismaíl al-Záfir, señor de Uqlīsh, se proclama rey de la taifa toledana y sus dominios llegaron hasta Valencia y Córdoba. En 1085 Uqlīsh es ocupada por los cristianos, a raíz de la conquista de Toledo. Instalarían una guarnición, pues teóricamente pertenecía al patrimonio de al-Qádir ahora rey de Valencia (1086-1092). En octubre de 1086 se pierde por los cristianos a causa de la batalla de Zalaca.
En 1091 según la leyenda, Alfonso VI la adquiere como dote, al amancebarse con la princesa Zaida (nuera del rey Almutámid de Sevilla) sexta de sus esposas y que le dio un hijo varón, el príncipe Sancho Alfónsez. Leyenda e historia no siempre coinciden; Zaida (que luego se bautizó con el nombre de Isabel) fue una de las amantes o concubinas de Alfonso VI y murió de sobreparto. La pretendida dote no fue tal, sino el pago por adelantado que al-Mutámid de Sevilla envía al Alfonso VI para que custodie a su familia y le envíe socorros para defenderle del almorávide Yúsuf ibn Tašufín, que pretendía expulsarle del trono de Sevilla al igual que ya había hecho en Córdoba con su hijo Fath al-Mamún, el marido de Zaida.
En 1108 se produjo la batalla de Uclés o de los Siete Condes (en la cual murieron 3000 cristianos), y que supuso la derrota del ejército cristiano por las tropas almorávides de Tamim ben Yúsuf. En ella murió Sancho Alfónsez, único hijo varón de Alfonso VI de León. En 1157 pasa de nuevo a manos cristianas, al cambiarla Alfonso VII por Alicum con Muhámmad ibn Mardanís, más conocido para los cristianos como el rey Lobo de Murcia. El 12 de diciembre de 1163, Alfonso VIII, tutorado por Fernando II de León, la dona a la Orden de San Juan (Orden de Malta).
En 1174 (9 de enero en Arévalo), Alfonso VIII cedió la ciudad a la Orden de Santiago, siendo desde entonces la casa principal de la Orden, Caput Ordinis. Paralelo a esta cesión el convento de Uclés fue un lugar de formación para los hijos de los nobles. En 1179 el maestre, Pedro Fernández de Fuenteencalada, y el rey mejoraron la población de Uclés, al otorgarle a los nuevos pobladores un fuero (similar al de Sepúlveda) que hizo que creciese la población y sus términos.
En 1474 se nombró en Uclés como maestre de la Orden de Santiago a don Rodrigo Manrique. En 1475 hubo guerra por apoderarse de Uclés entre don Diego López Pacheco, segundo marqués de Villena, y don Rodrigo Manrique, penúltimo maestre de la orden de Santiago (1474-1476). A pesar de la resistencia ofrecida por el alcaide Pedro de Plazuela, partidario de don Diego, Rodrigo Manrique logró apoderarse no solo de Uclés sino también de la fortaleza. En 1479 Jorge Manrique, caballero de la Orden de Santiago, Trece y Comendador de Motizón (intervino en varias batallas durante las guerras civiles de Castilla) fue herido mortalmente en las proximidades del Castillo de Garcimuñoz (24 de abril de 1479), murió en Santa María del Campo Rus y recibió sepultura en la antigua iglesia del convento de Uclés junto a su padre. En su honor, hoy día, se celebran (en Garcimuñoz, Santa María del Campo Rus y Uclés) las jornadas denominadas «Triángulo manriqueño».

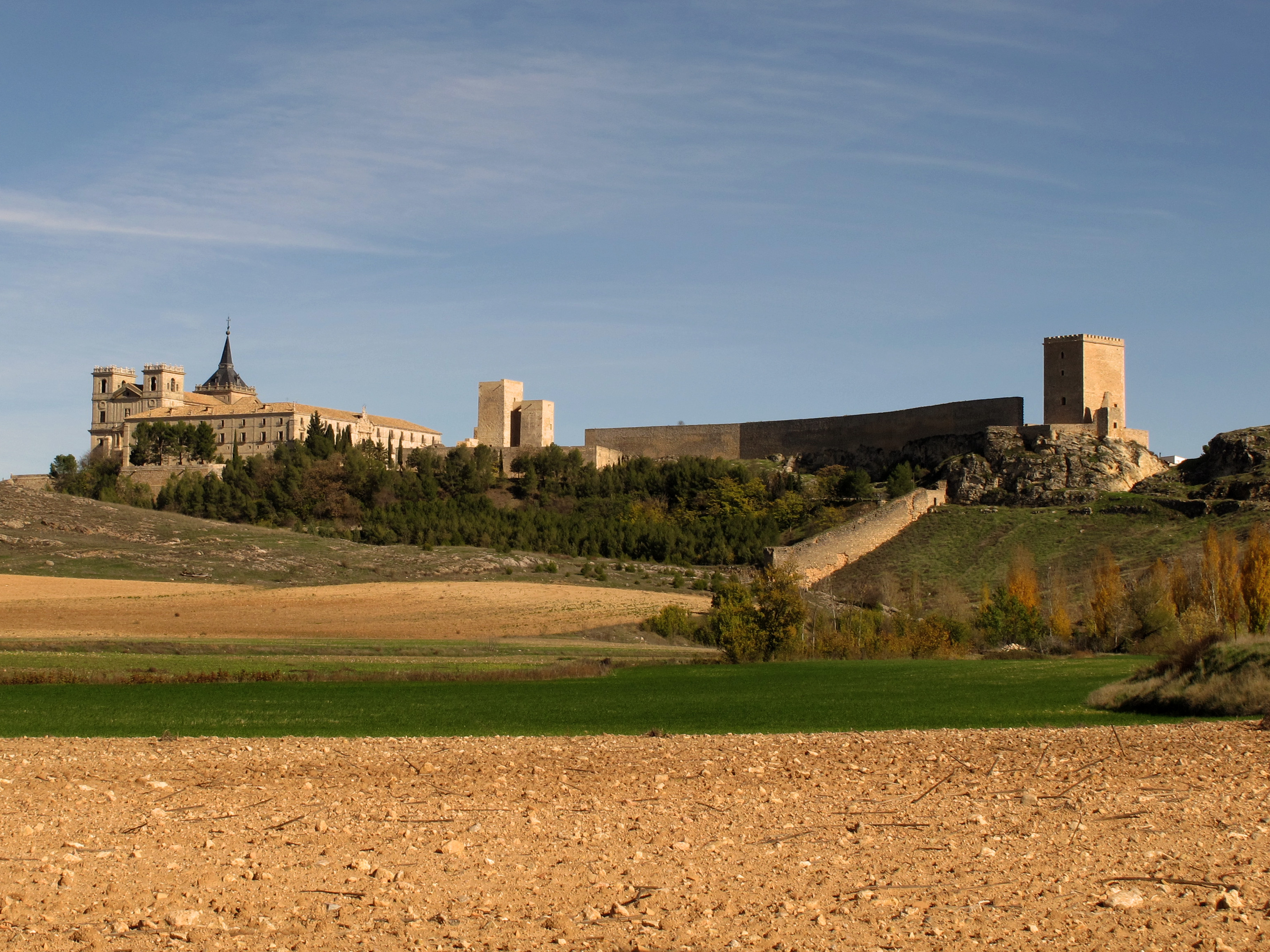
Vista de Uclés

Tras dos siglos de luchas y disputas por conseguir la posesión del maestrazgo de Santiago, tras la muerte del último maestre, Alonso de Cárdenas (1493), los Reyes Católicos solicitaron al papa que les declarara administradores de la Orden, cargo que ejerció Fernando el Católico desde 1494 hasta 1516, fecha en que Carlos I unificó las Órdenes militares en la Corona. A partir de este momento, una vez que las órdenes militares dejaron de tener su misión por haber concluido la expulsión de los musulmanes con la reconquista de Granada en 1492, Uclés comenzó su largo y lento declive.
En 1528 se inician las obras del actual monasterio. En 1548 ya está construido el actual refectorio sobre las ruinas del antiguo cenobio. En 1567 Felipe II ordena que se derribe parte de la antigua fortaleza, y que se pasen las armas a la torre Albarrana, para proseguir las obras de la iglesia que se termina en 1602. En 1577 Felipe II pasa en el monasterio la Semana Santa e impulsa el desarrollo de las obras. En 1577 Alonso de Ercilla se hospedó en la villa de Uclés con motivo de su nombramiento como caballero de Santiago con fecha de 14 de diciembre. En 1621, durante el Siglo de Oro, el duque de Osuna cayó en desgracia y Francisco de Quevedo sufrió las consecuencias políticas del cambio, siendo encarcelado en el monasterio de Uclés y más tarde, aquejado de enfermedad grave, es llevado a su finca, la Torre de Juan Abad.
En 1809 (13 de enero) tuvo lugar una batalla en Uclés entre las tropas napoleónicas y españolas durante la guerra de Independencia. Los franceses, después de ganar la batalla, cometieron toda clase de tropelías en el pueblo y en el monasterio. Las casas y el monasterio fueron saqueados. Los monjes, cargados con angarillas y albardas, sufrieron mofa, los hombres degollados en la carnicería y unas 300 mujeres, primero fueron violadas y luego acallados sus clamores quemándolas vivas en la iglesia del pueblo.
En 1873, tras ser proclamada la Primera República Española, las órdenes militares religiosas fueron suprimidas en España y el papa agregó los territorios del priorato de Uclés a las diócesis vecinas por la bula Quo gravius.
Durante las dos primeras décadas del siglo XX, el monasterio se utilizó como colegio e internado de segunda enseñanza y más tarde pasó a noviciado y colegio de agustinos. Iniciada la guerra civil española, a finales de 1936, instalándose posteriormente en él un hospital provisional  republicano. Tres años después, una vez que el bando sublevado logra imponerse en el este de la península ibérica dominando prácticamente la totalidad del territorio nacional; el régimen franquista destina el monasterio temporalmente a cárcel para presos políticos. En octubre de 1949 recibe el alarde de seminario menor del obispado de Cuenca, con el nombre de Seminario Menor «Santiago Apóstol». Ya en la década de los 50 el Monasterio retomó su uso docente, como internado de enseñanza primaria regentado por clérigos.

## Demografía
Uclés cuenta con una población de 235 habitantes (INE 2024).
| Gráfica de evolución demográfica de Uclés entre 1842 y 2021                                                         |
| |
| Población de derecho según los censos de población del INE Población de hecho según los censos de población del INE |

## Símbolos
El escudo heráldico que representa al municipio fue aprobado de manera oficial el 22 de enero de 1985 con el siguiente blasón:

De gules, castillo de oro, de cuya torre central sale un brazo armado enarbolando el estandarte de la Orden del Apóstol, de plata, cargado con la cruz de Santiago, de gules, puesta en palo. En punta, ondas de plata y azur. Al timbre, corona real cerrada.
Diario Oficial de Castilla-La Mancha, n.º 4 de 29 de enero de 1985.

## Administración
| Periodo   | Nombre                                          | Partido |
| --------- | ----------------------------------------------- | ------- |
| 1979-1983 | Eloy Serrano García                             | UCD     |
| 1983-1987 | Auspicio R. Peralta González                    | AP      |
| 1987-1991 | Auspicio R. Peralta González                    | AP      |
| 1991-1995 | Mª Dolores García Ortega/Julián Álvarez Morales | PSOE    |
| 1995-1999 | José Luis Serrano Bermejo                       | PP      |
| 1999-2003 | José Luis Serrano Bermejo                       | PP      |
| 2003-2007 | José Luis Serrano Bermejo                       | PP      |
| 2007-2011 | Ana María Gálvez Bermejo                        | PP      |
| 2011-2015 | Ángel García Rodríguez                          | PSOE    |
| 2015-2019 | José Luis Serrano Bermejo                       | PP      |
| 2019-2023 | José Luis Serrano Bermejo                       | PP      |

- Anexo:Alcaldes de Uclés

### Evolución de la deuda viva
El concepto de deuda viva contempla solo las deudas con cajas y bancos relativas a créditos financieros, valores de renta fija y préstamos o créditos transferidos a terceros, excluyéndose, por tanto, la deuda comercial.
| Gráfica de evolución de la deuda viva del ayuntamiento entre 2008 y 2014                             |
| |
| Deuda viva del ayuntamiento en miles de Euros según datos del Ministerio de Hacienda y Ad. Públicas. |

La deuda viva municipal por habitante en 2014 ascendía a 673,50 €.

## Patrimonio histórico-artístico

### Castillo

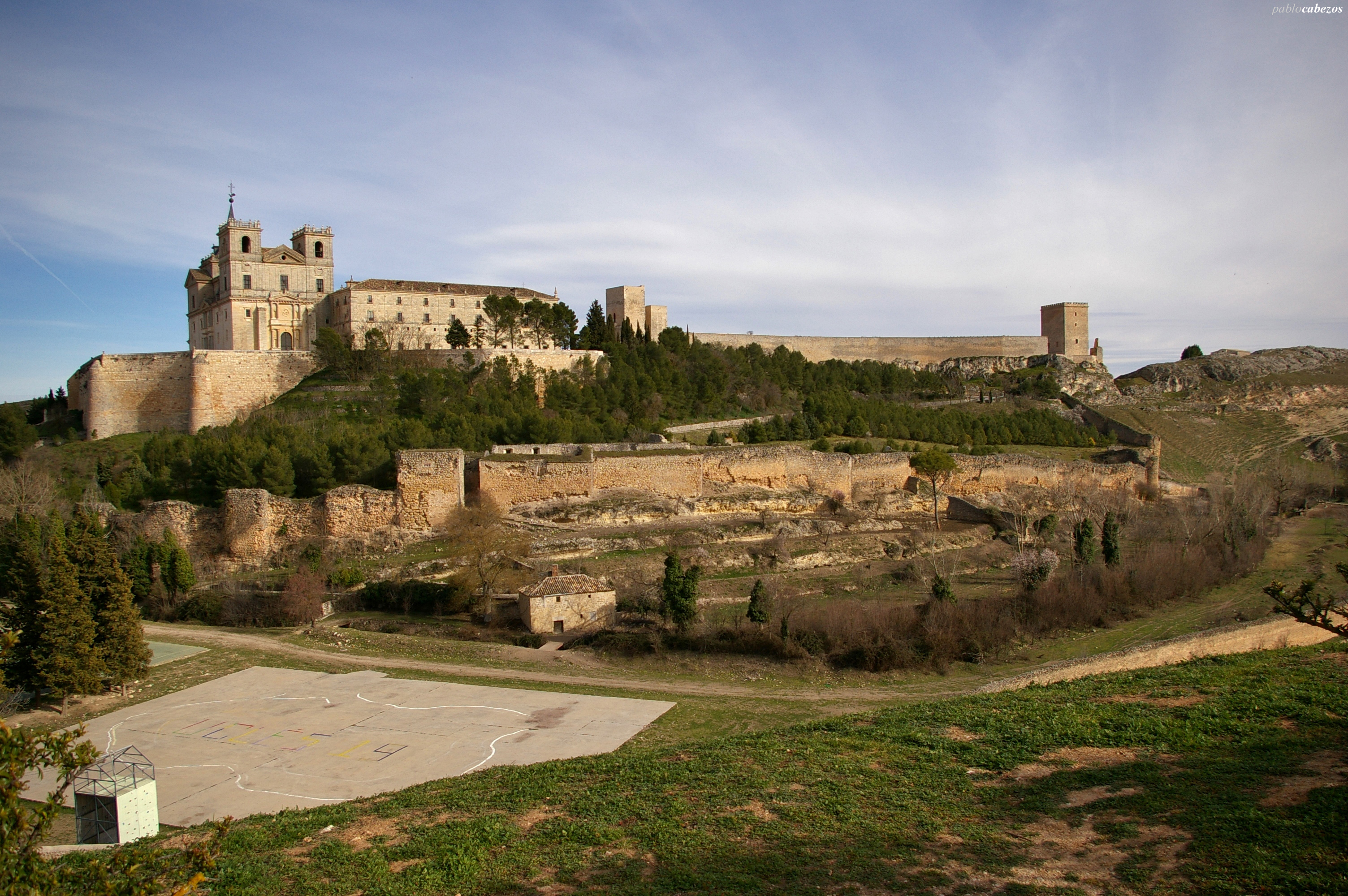
Vista del monasterio de Uclés desde el oeste, con los restos del castillo a la derecha y las murallas en la ladera

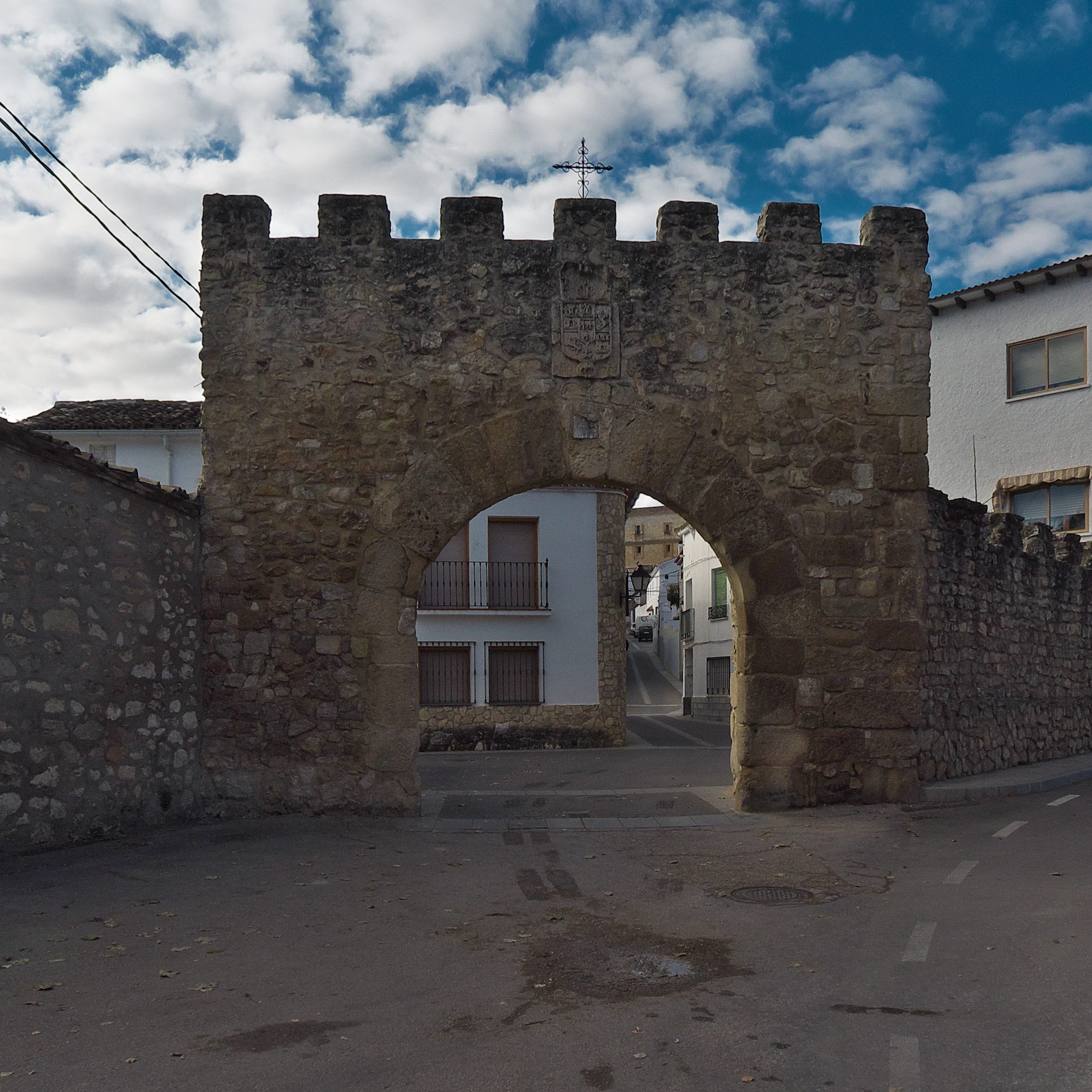
Puerta de la muralla

El castillo fue construido a finales del siglo IX por al-Fath ben Musa ben Zennun y fue una importante e inexpugnable fortaleza musulmana.
En 1085, como consecuencia de la conquista de Toledo por Alfonso VI, pasó por primera vez a manos cristianas y cambió de manos varias veces hasta que en el año 1157 Alfonso VII lo cambió por Alicun con el rey Lobo de Murcia, posteriormente Alfonso VIII lo donó a la Orden de San Juan y finalmente a la de Santiago.
En 1528 fue destruido, parcialmente, para construir el actual monasterio. De la estructura primitiva de esta fortaleza quedan tres torres con un muro que las une y la muralla en zigzag o cremallera. Como elementos defensivos de la fortaleza destacan las torres del Pontido, la del Palomar y la Albarrana. Las dos primeras son de planta rectangular, pero de diferentes dimensiones. La primera se une con la del Palomar por medio de un puente por lo que denomina torre del Pontido. Ambas han sufrido varias restauraciones, la última en 2001.
Esta fortaleza ocupaba una extensión de un kilómetro cuadrado de superficie. De la antigua fortaleza musulmana actualmente sólo quedan las tres torres y las murallas.

### Antigua fortaleza
De la antigua fortaleza de la Orden de Santiago quedan tres torres cuyos nombres vienen equivocados en la mayoría de los libros de castillos, pero que están claramente definidos en los Libros de Visitas de la Orden que se guardan en el Archivo Histórico Nacional. Las tres torres que actualmente apreciamos en dirección norte-sur, son las siguientes: la torre del Pontido, unida por un puentecillo a la torre del Palomar, a continuación un foso excavado en roca, que se vencía por medio de un puente levadizo y que conectaba con una muralla que conducía a la torre Albarrana. De las antiguas torres del Homenaje Viejo, del Homenaje, de la Plata y Blanca no conocemos su localización exacta, aunque sabemos que fueron derribadas para proseguir las obras de la actual iglesia.

### Monasterio de Uclés
Su construcción se inicia en 1529, durante el reinado de Carlos I, y finaliza en 1735, bajo el reinado de Felipe V. Se construye sobre parte de la antigua fortaleza árabe, todavía queda en él un lienzo de la antigua fortaleza. Para su construcción se utilizó piedra de Cabeza del Griego (Segóbriga), sobre todo en la fachada oriental.
Durante la guerra civil española fue hospital republicano y después convertido en cárcel, donde recientemente se exhumaron las fosas que contenían a más de 300 personas.

### Fuente Redonda
A poca distancia de Uclés se localizó, en el siglo XIX, un ara votiva dedicada al dios Airón, «Deo Aironi», según Fita. Apareció a un «cuarto de legua» hacia el este de Uclés (Cuenca), junto al nacimiento del río Bedija, en el lugar que llaman Fuente Redonda. El ara, consagrada al dios Airón, se encuentra actualmente en el Parque Arqueológico de Segóbriga (Saelices, Cuenca). Algunos historiadores han dudado de que la transcripción correcta sea «Deo Aironi», alegando como pretexto que el diptongo /ai/ en latín no existía, pero es indudable que si los nativos lo pronunciaban así en toda la Celtiberia, los romanos respetaron el nombre del dios. Parece ser que en esta laguna artificial, circular, con muros de cantería y escalones, se realizarían ritos de inmersión relacionados con la fecundidad de la mujer y de la naturaleza y tal vez con el tránsito al más allá; al mismo tiempo, también parece que sirvió para aprovisionamiento de agua del cercano poblado romano.
El ara votiva hallada junto a Fuente Redonda es el único testimonio epigráfico del que disponemos sobre el dios Airón, dios de la vida y de la muerte cuyo culto estaba muy extendido en toda la celtiberia, pues todavía se hallan en España 100 topónimos relacionados con Airón.

### Necrópolis romana
No lejos de Fuente Redonda se halla el paraje «Haza del Arca», donde existió una necrópolis, en la que en las excavaciones realizadas en el siglo XIX aparecieron urnas cinerarias de la Edad del Hierro y de época romana tardía.

### Polémica por el parque eólico
El conjunto histórico de Uclés se encuentra amenazado por la próxima construcción de un parque eólico en sus cercanías, promovido por la empresa Energías Eólicas de Cuenca. La visión de Uclés y su entorno, inalterada durante siglos, corre riesgo de ser dañada con la instalación de catorce aerogeneradores de 121 metros de altura que afectarán también al yacimiento de la ciudad romana de Segóbriga. Este hecho ha propiciado la entrada de Uclés en la Lista roja de patrimonio en peligro de la asociación para la defensa del patrimonio Hispania Nostra.

## Patrimonio inmaterial
- Cabalgata de Reyes: 5 de enero.
- San Sebastián Patrón de la Villa: 20 de enero.
- Cristo de la Humildad: primer domingo de mayo.
- Mercado medieval: fin de semana más próximo al 15 de agosto.
- Fiestas patronales de la Virgen de las Angustias: penúltimo sábado de agosto.